# Irene González Hernández
Irene González Hernández (La Orotava, 20 de octubre de 1969-Tucson, 13 de febrero de 2014) fue una investigadora y astrofísica española, impulsora del desarrollo de técnicas holográficas en la heliosismología local, que permiten detectar la actividad solar del hemisferio no visible del Sol.

## Trayectoria
González se licenció en Física, en la especialidad de Astrofísica, en 1992 en la Universidad de La Laguna. Posteriormente, obtuvo una Beca FPI para realizar su tesis doctoral en el Instituto de Astrofísica de Canarias (IAC), dentro del Grupo de Sismología Solar. Su trabajo se centró en la explotación científica de los nuevos datos de gran calidad que estaba proporcionando el proyecto GONG (Global Oscillation Network Group), uno de cuyos instrumentos, y nodos, estaba localizado en el Observatorio del Teide.
Su tesis, titulada Mapa sinóptico de flujos transversales en las capas altas de la zona de convección solar, fue dirigida por el astrofísico Jesús Patrón. En este trabajo se mejoró y amplió la técnica de "diagrama de anillos" para la obtención precisa de flujos de velocidades horizontales por debajo de la superficie solar a partir de las medidas de las oscilaciones solares, lo que se convirtió en una nueva disciplina dentro de la física solar. 
En abril de 1998, obtuvo su Doctorado en Astrofísica al que siguieron diversas estancias en centros de investigación, lo que le llevó al National Solar Observatory (NSO) y a la Universidad Stanford en Estados Unidos, y al Queen Mary University of London en Reino Unido, hasta 2001 en que cesó temporalmente su actividad investigadora.
En 2003, volvió al NSO con un contrato de investigadora senior para liderar un proyecto en el que se desarrollan técnicas holográficas que detectan la actividad solar del hemisferio no visible del Sol, denominada far side o cara oculta. González desarrolló esta nueva técnica, que permite predecir características fundamentales de la actividad que debía de aparecer en el hemisferio visible debido al movimiento de rotación. Las implicaciones en el llamado Space weather, o Meteorología Espacial, la han convertido en un referente en ese campo de investigación.

## Reconocimientos
En 2014, habiendo ya fallecido, en el congreso de heliosismología HELAS VI/ SOHO 28/SPACEINN se recordó su trayectoria en la sesión The Legacy of Irene González Hernández. Ese mismo año, el mini planeta 90455 Irenehernandez (2004CU2) se nombró en su memoria, como reconocimiento de las contribuciones de González en el conocimiento del Sol.
El Ayuntamiento de La Orotova le dedicó en 2015 una placa y una calle céntrica de su ciudad natal. Y el Instituto de Enseñanza Secundaria, IES La Orotava, comenzó en ese momento las Jornadas de Ciencia y Tecnología Irene González Hernández que han continuado anualmente. Un par de años después, en 2017, se inauguró la  escuela municipal infantil de la Villa de Arriba en el municipio de La Orotava con su nombre.
La Fundación Española para la Ciencia y la Tecnología (FFECYT) y la Sociedad Española de Astronomía (SEA) realizaron en 2021 la exposición titulada AstrónomAs en la que figuraba González.

## Obra
- 2014 - Solar Origins of Space Weather and Space Climate. Springer. ISBN 978-1493911813.